# Olav Aspheim
Olav Aspheim (24 de noviembre de 1921 - 9 de marzo de 1948) fue un miembro noruego del partido fascista Nasjonal Samling, combatiente voluntario de la 5.ª División Panzer SS Wiking y agente de la Statspolitiet que fue condenado a muerte y fusilado después de la Segunda Guerra Mundial.
Desde agosto de 1944, fue agente de la Statspolitiet en Oslo. Fue uno de los noruegos que el 9 de febrero de 1945 participó en un pelotón de fusilamiento en el lugar de ejecución de la Fortaleza de Akershus, donde fueron fusilados veinte combatientes de la resistencia noruega.
Aspheim fue arrestado después de la guerra. Durante la purga legal de la posguerra en Noruega, fue declarado culpable de delitos que incluían traición, lesiones corporales, malos tratos y ejecución injusta. Su caso fue confirmado por el Tribunal Supremo el 27 de febrero de 1947, donde fue condenado a muerte. Aspheim fue ejecutado por un pelotón de fusilamiento en la fortaleza de Akershus el 9 de marzo de 1948.